# Gazelle FC
El Gazelle FC és un club de futbol de la ciutat de N'Djamena, Txad.
Els seus colors són el blanc i el negre.
| Local 2000's | Local 2010 | Visitant 2010 |

## Palmarès
- Lliga txadiana de futbol: [4]

2009, 2012, 2015
- Copa txadiana de futbol: [5]

1973, 1974, 1997, 2000, 2001, 2012